# Huissteenloper
De huissteenloper (Lithobius melanops) is een duizendpotensoort uit de familie der gewone duizendpoten (Lithobiidae). De wetenschappelijke naam van de soort werd voor het eerst geldig gepubliceerd in 1845 door Newport.